# 두 도시 이야기 (텔레비전 프로그램)
《두 도시 이야기》는 대한민국의 JTBC에서 방영된 다큐멘터리 프로그램이다.

## 개요
남북 제작진이 함께하는 남북 공동 다큐멘터리 프로그램이다.
분단과 전쟁을 통해 갈등이 커진 정치나 경제, 사회적인 차원이 다루지 않고, 공감을 이룰 수 있는 음식과 풍경으로 남과 북의 두 도시를 다루었다.

## 방송 시간
| 방송 채널 | 방송 기간                       | 방송 시간                               | 방송 분량 |
| --------- | ------------------------------- | --------------------------------------- | --------- |
| JTBC      | 2018년 9월 23일                 | 일요일 오후 9시 10분 ~ 10시 20분        | 70분      |
| JTBC      | 2018년 9월 24일                 | 월요일 오후 8시 50분 ~ 10시             | 70분      |
| JTBC      | 2019년 2월 4일 2019년 2월 5일   | 월요일, 화요일 오후 6시 50분 ~ 7시 55분 | 65분      |
| JTBC      | 2019년 9월 12일 2019년 9월 13일 | 목요일, 금요일 오후 6시 50분 ~ 7시 55분 | 65분      |

## 시리즈 구성

### 1기 (서울-평양)
- 출연진(북측) : 김영일, 오은정
- 내레이션 : 유인나
- 음악감독 : 윤상

### 2기 (속초-원산)
- 출연진(남측) : 허영호, 신현대, 정용기
- 내레이션 : 윤세아, 민경훈

### 3기 (수원-개성)
- 출연진(남측) : 최태성, 장성규
- 출연진(북측) : 김영일, 신명일
- 내레이션 : 장성규
  - 1회 : 왕의 도시
  - 2회 : 상인의 도시

## 수상
- 서울 평양 두 도시 이야기는 <이 달의 좋은 프로그램상>, <YWCA 올해의 프로그램상 평화부문>, 한국전파진흥원장상을 수상하였다